# 小場瀬卓三
小場瀬 卓三（おばせ たくぞう、1906年5月12日 - 1977年11月12日）は、日本のフランス文学者、翻訳家。
(旧)東京都立大学名誉教授。

## 略歴
兵庫県生まれ。1927年甲南高等学校文科卒業、1930年東京帝国大学文学部仏文科卒業、1936年から1938年までパリに留学。東京都立大学教授、日本フランス語フランス文学会会長などを歴任。
ディドロ、モリエールを研究、16世紀から18世紀のフランスの思想・演劇について研究、ほかアラゴンの翻訳を含め、多くの著書訳書を著した。

## 著書
- 『フランス古典喜劇成立史 モリエール硏究』（生活社） 1948、のち法政大学出版局 1970
- 『近代精神』（世界評論社） 1949
- 『モリエール 論稿』第1 - 2輯（八雲書店・六興出版社） 1949
- 『モリエール 時代と思想』（日本評論社） 1949
- 『フランス・レアリスム研究序説』（世界評論社） 1950
- 『先駆者たち ディドロと百科全書』（日本評論社） 1950
- 『抵抗する知性 レジスタンス文学史』（三一書房） 1951
- 『文学史の方法』（理論社） 1956
- 『モリエールのドラマツルギー』（白水社） 1957
- 『演劇と演劇史の十字路で』（白水社） 1960
- 『デイドロ研究』上・中（白水社） 1961 - 1972
- 『光と綾 フランス文学の世界』（法政大学出版局） 1969
- 『ディドロ 百科全書にかけた生涯』（新日本文学社、新日本選書） 1972
- 『バロックと古典主義 十七世紀フランス文学史の諸問題』（白水社） 1978
- 『巴里だより』（白水社）1990

### 共著編
- 『レジスタンス以後 現代フランス文学の展望』（渡辺淳共著、大月書店） 1951
- 『古典主義・浪漫主義』（北通文共著、三一書房、文芸思想史1） 1957
- 『演劇への道』（編、新日本新書） 1967

## 翻訳
- 『方法序説』（デカルト、日本評論社） 1950、のち角川文庫
- 『祖国は日夜つくられる』（ジャン・ポーラン編、共訳、月曜書房） 1951
- 『ドイツ文学小史』（ G・ルカーチ、道家忠道共訳、岩波書店、岩波現代叢書） 1951
- 『共産主義の人間 スターリン』（ジャン＝リシャール・ブロック、未來社） 1953
- 『フランス革命』（アルベール・ソブール、渡辺淳共訳、岩波新書） 1953
- 『社会主義レアリスムのために』（アンドレ・スチル、青木文庫） 1954
- 『文学史の方法』（ブリュンティエール、安士正夫, 平岡昇共訳、未來社） 1955
- 「セビラの理髪師」（ボーマルシェ、河出書房新社、世界文学全集 第三期3） 1958
- 『詩法』（ボワロー、河出書房新社、世界大思想全集） 1960
- 「唖の女房をもらった男の喜劇」（アナトール・フランス、未來社、未来海外劇場1） 1961
- 『マリヴォー・ボーマルシェ名作集』（佐藤実枝共訳、白水社） 1977

「セビーリャの理髪師」「フィガロの結婚」

### ドゥニ・ディドロ
- 『演劇論』（ドニス・デイドロ、弘文堂書房） 1940
- 『逆説 俳優について』（ディドロ、白水社） 1941
- 『自然の解釈に関する思索』（ディドロ、創元社） 1948
- 『ラモーの甥』（ディドロ、日本評論社） 1949、のち角川文庫
- 『運命論者ジャックとその主人』（ディドロ、筑摩書房、世界文学大系16） 1960

### モリエール
- 『タルチュッフ』（モリエール、白水社、仏蘭西古典文庫）1944
- 『守銭奴』（モリエール、白水社、仏蘭西古典文庫）1948
- 『モリエール喜劇集』（モリエール、生活社） 1948 - 「タルテュッフ または 瞞着者」の翻訳を担当
- 「恋は医者」「ジョルジュ・ダンダン」（白水社、モリエール笑劇集』） 1959

### ルイ・アラゴン
- 『レ・コミュニスト』（ルイ・アラゴン、安東次男, 小島輝正共訳、三一書房） 1952 - 1954
- 『フランスにおける党芸術』（アラゴン、大島辰雄共訳、国民文庫） 1955
- 『デュヴァル氏の甥』（ルイ・アラゴン、理論社） 1956
- 『東と西 アメリカとソ連の同時代史』（アンドレ・モロア, ルイ・アラゴン、河盛好蔵共訳、読売新聞社） 1963 - 1964

## 関連人物
- 青山昌文[1]